# Ardisia guttata
Ardisia guttata är en viveväxtart som beskrevs av Cyrus Longworth Lundell. Ardisia guttata ingår i släktet Ardisia och familjen viveväxter. Inga underarter finns listade i Catalogue of Life.